# Lázár Júlia
Lázár Júlia (Budapest, 1960. augusztus 25.) költő, műfordító, tanár.

## Életpályája
1984-ben angol–orosz szakon végzett az ELTE Bölcsészettudományi Karon. Angol és amerikai nyelvet és irodalmat fordít, tanít. Munkahelyei: 1984–1992 Dózsa György Gimnázium, 1992–1993 Lauder Javne Gimnázium, 1997–2012 Városmajori Gimnázium. Többek között Sylvia Plath és Susan Sontag fordítója.

## Kötetek, antológiák
- A költészet másnapja, Kozmosz, 1986, Fiatal Magyar Költők Antológiája
- Ujjnyomok, verseskötet, Kozmosz, 1988
- Az ismeretlen, verseskötet, noran, 2001
- Költők könyve, 93 költő antológiája, noran, 2003
- Még, verseskötet, Syllabux, 2011
- Kőarc, verseskötet, Gondolat, 2016

## Műfordítások

### Próza
- E. M. Forster: Maurice (Európa, 1994)
- Sylvia Plath: The Journals (Pesti Szalon, 1994)
- Mia Farrow: Ami szétesik (What Falls Away, Noran/Palatinus, 1997)
- Susan Sontag: Under the Sign of Saturn (Cartaphilus, 2002)
- Sylvia Plath: The Complete Journals (Cartaphilus, 2004)
- George Orwell: Keep the Aspidistra Flying (Cartaphilus, 2005)
- Salman Rushdie (in Brit Dekameron, noran, 2005)
- Brian Friel (in Brit Dekameron, noran, 2005)
- Toni Morrison: The Bluest Eye (Novella, 2006)
- Dalton Trumbo: Johnny háborúja (Johnny Got His Gun, Cartaphilus, 2008)
- Alexander McCall Smith: Dream Angus (Palatinus, 2008)
- Doris Lessing: Megint szerelem (Love, Again, Ulpius-ház Könyvkiadó, 2008)
- Takeshi Kitano: Fiú (Scolar Kiadó, 2008)
- Michael Morpurgo: Hadak útján (War Horse, Cartaphilus Könyvkiadó, 2012)
- Rachel Joyce: Harold Fry valószínűtlen utazása (The Unlikely Pilgrimage Of Harold Fry, Maxim Kiadó, 2013)
- Saul Friedlander: A náci Németország és a zsidók 1933-1945 (Nazi Germany and the Jews , Múlt és Jövő Kiadó, 2013, Park Kiadó, 2013)

### Vers
- Oscar Wilde
- Louis MacNeice
- H. D. (Hilda Doolittle)
- Edna St. Vincent Millay (in Amerikai költők antológiája, Európa, 1990)
- Carol Rumens (in Új kabát, utolsó esély, Európa)
- Robert Graves
- W. B. Yeats (in Lyra Mundi, Európa)
- Walt Whitman (in Lyra Mundi, Európa, 1992)
- Ted Hughes (8 poems from Birthday Letters, Európa, 2001)
- Ted Hughes (Prometheus on his Crag / Prométheusz a sziklán, 2012)
- Sylvia Plath (Lyra Mundi, Európa, 2002)

### Dráma
- W. B. Yeats: Purgatory (in A csontok álmodása, Nagyvilág kiadó, 2002)